# 58-й Вирджинский пехотный полк
58-й Вирджинский добровольческий пехотный полк (58th Virginia Volunteer Infantry Regiment) был пехотным полком, набранным в штате Виргиния для службы в армии Конфедерации во время Гражданской войны в США. Он сражался в составе Северовирджинской армии, и участвовал почти во всех сражениях на Восточном Театре, кроме сражения при Геттисберге.

## Формирование
58-й Вирджинский был сформирован в Стаутоне 13 октября 1861 года. Его роты были набраны в округах Бедфорд, Франклин и Амхерст. Его первым командиром стал полковник Эдмонд Гуд. 31 октября подполковником этого полка стал Самуэль Лэтчер, который прежде был капитаном 27-го Вирджинского полка. Первым майором полка был Степлтон Кратчфилд.

## Боевой путь
8 марта 1862 года полковник Гуд умер и звание полковника получил подполковник Летчер. Майор Кратчфилд был повышен до подполковника, а капитан роты «Н», Джордж Букер, стал майором.
1 мая подполковник Кратчфилд и майор Букер лишились должности вследствие реорганизации армии, и подполковником был избран капитан Френсис Боард (из роты I), а капитан Джон Кейси (рота В) был избран майором. Примерно в это же время полк был включён в бригаду Эдварда Джонстона. 8 мая полк участвовал в сражении при Макдауэлл, где потерял 50 человек.
6 июня полк участвовал в перестрелке у Харрисонберга, где потерял 53 человека. 8 июня полк сражался при Кросс-Кейс и при Порт-Репабик, потеряв в этих боях 77 человек. 9 июня он был включён в бригаду Элзи, которой временно командовал Джеймс Уокер.
В середине июня дивизии Джексона были переброшены из долины Шенандоа к Ричмонду и участвовали в Семидневной битве: 27 июня 58-й сражался при Гейнс-Милл, где потерял 54 человека, в том числе раненым подполковника Боарда. 1 июля полк участвовал в сражении при Малверн-Хилл.
В августе Джексон отправился в Северную Вирджинию и 9 августа полк участвовал в сражении при Кедровой горе, где был ранен майор Кейси.
28 — 29 августа полк участвовал во втором сражении при Булл-Ран, где был ранен майор Уокер.